# Litecoin

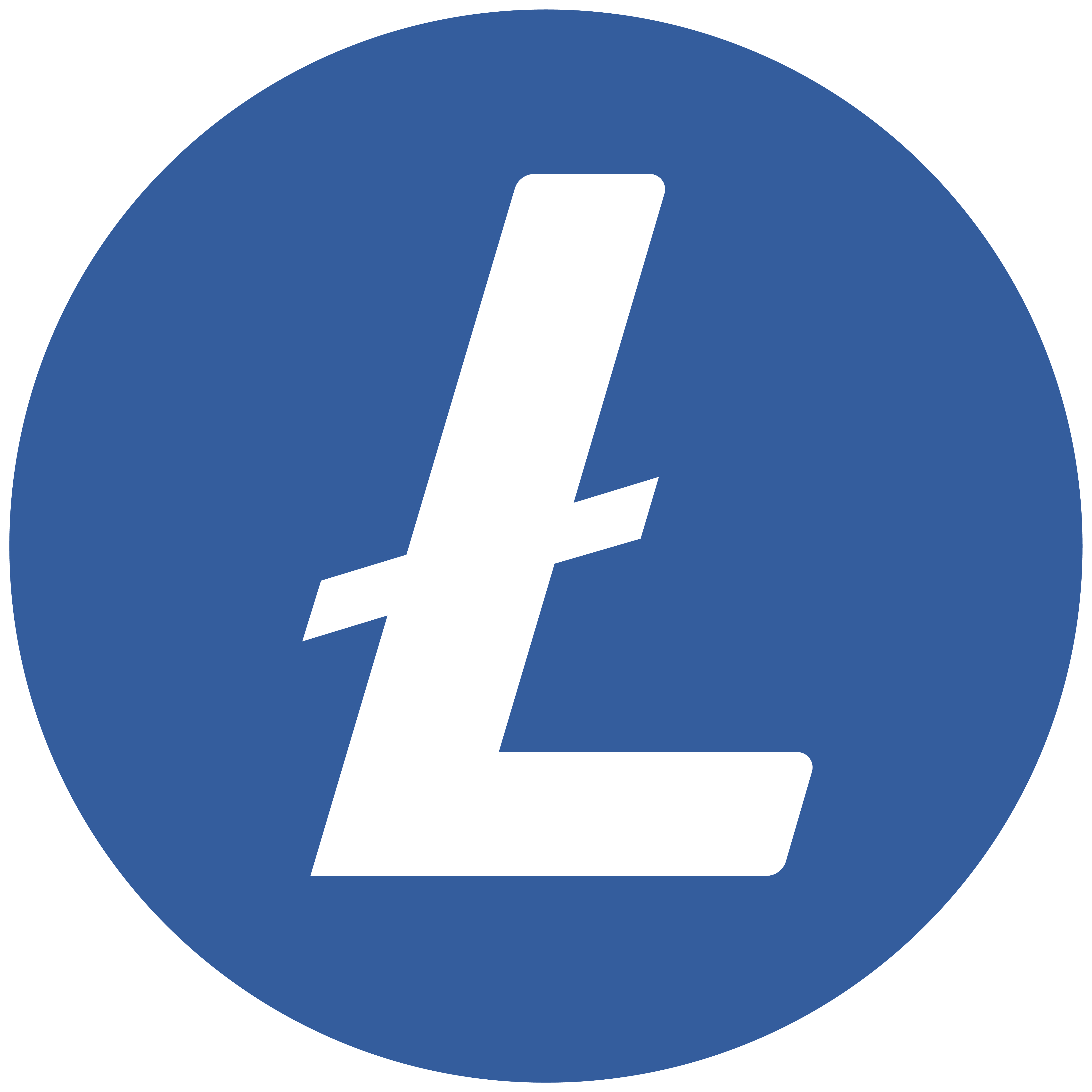
Logo di Litecoin

Litecoin (LTC) è una criptovaluta peer-to-peer ed un progetto di software open source rilasciato con licenza MIT/X11. Dal punto di vista tecnico ha preso ispirazione e risulta molto simile a Bitcoin (BTC): la coniazione e la transazione di Litecoin avviene grazie ad un protocollo open source e non è controllata da alcuna autorità centrale. L'intenzione degli sviluppatori di Litecoin era di migliorare Bitcoin attraverso alcuni cambiamenti importanti nel processo di validazione delle transazioni. A partire dal Novembre del 2013 alcune importanti agenzie mediatiche come il Wall Street Journal, CNBC e il New York Times hanno indicato Litecoin come alternativa (o addirittura come possibile successore) di Bitcoin.
Litecoin è la ventiduesima criptovaluta per capitalizzazione di mercato.

## Evoluzione del prezzo
Litecoin è rimasto pressoché stabile fino al 2017, con un valore di circa 5 dollari; ha poi avuto un brusco aumento che lo ha portato ad un valore massimo a dicembre 2017 di circa 240 dollari, per poi scendere nuovamente con picchi minori a febbraio 2018 (circa 200 dollari), aprile 2018 (circa 150 dollari), giugno 2019 (circa 100 dollari), gennaio 2020 (circa 70 dollari).

## Storia
Litecoin è stato distribuito tramite un client open source su GitHub il 7 ottobre 2011 da Charles Lee, un ex-dipendente di Google. Rispetto al client Bitcoin-Qt differisce principalmente per aver diminuito il tempo di elaborazione di un blocco, per aver aumentato il numero di monete, per avere un algoritmo di hash differente e per avere una GUI leggermente modificata.
Nel 2013 The Economist ha indicato Litecoin come possibile alternativa a Bitcoin.
Durante il novembre 2013 il valore complessivo di Litecoin è cresciuto in modo massiccio con un trend del 100% ogni giorno.
Nel 2013 Litecoin ha raggiunto una capitalizzazione pari a un miliardo.
Nel gennaio 2014 la Banca nazionale della Finlandia ha dichiarato Litecoin una commodity.
Nel maggio 2017, il supporto Segwit è stato attivato nel software Litecoin.
Nel settembre 2017 sono state eseguite le prime transazioni atomiche. Nel giro di quattro giorni, sono state effettuate transazioni tra Litecoin e Decred, Litecoin e Vertcoin, Litecoin e Bitcoin.
Nel marzo 2021, Litecoin ha capitalizzato 13,3 miliardi di dollari.

## Sviluppo
La versione 0.8.5.1 di Litecoin è stata rilasciata nel novembre 2013. Questa versione ha incluso modifiche legate alla vulnerabilità e ha aggiunto un livello di sicurezza maggiore alla rete Litecoin.
Il team di sviluppo Litecoin ha rilasciato la versione 0.8.6.1 i primi di Dicembre del 2013. La nuova versione ha ridotto di 20 volte le spese di transazione, ha migliorato ulteriormente il sistema di sicurezza e ha eseguito le prestazioni della rete. Il codice sorgente e i file binari sono stati distribuiti al pubblico in breve tempo nel canale IRC “#litecoin”, nel forum ufficiale di Litecoin, e su reddit con le informazioni utili ai “power user” per poter aggiungere un supernodo ai file di configurazione di Litecoin, mentre il sito principale avrebbe dovuto essere aggiornato dopo che una parte sufficiente della rete avesse utilizzato la nuova versione. Questo metodo di rilascio è stato utilizzato per garantire che le transazioni lente dei clienti che utilizzavano la versione 0.8.6.1 non fossero rallentate da quelle dei clienti che utilizzavano versioni precedenti.
Nell'aprile 2014 è stata rilasciata una nuova versione di Litecoin, la 0.8.7.1, che ha corretto un grosso Heartbleed e altri problemi di importanza secondaria.

## Differenze rispetto a Bitcoin
Rispetto a Bitcoin, Litecoin ha tre differenze fondamentali che, nell'ottica degli sviluppatori, dovrebbero renderlo migliore.
- La rete Litecoin mira ad elaborare un blocco ogni 2,5 minuti, 7,5 minuti in meno rispetto a Bitcoin[19]. Il vantaggio si traduce in una conferma più veloce delle operazioni. Per contro, un tempo così ristretto ha aumentato le dimensioni del Litecoin blockchain e il numero dei blocchi orfani.
- Litecoin utilizza scrypt nel suo algoritmo di proof-of-work: una funzione sequenziale memory-hard che richiede asintoticamente più memoria di quanto non ne richieda una funzione non memory-hard[20].
- La rete Litecoin produce 84 milioni di monete, o il quadruplo di unità monetarie rispetto alla rete Bitcoin.

L'intenzione originaria di usare degli scrypt era quello di permettere ai miners di accumulare sia Bitcoin sia Litecoin. Si è scelto di utilizzare gli scrypt in parte anche per evitare di dare un vantaggio ai miners di schede video (GPU), FPGA e ASIC rispetto ai miners CPU. Mentre l'accumulo via CPU non è più redditizio, i singoli miners CPU possono ancora contribuire alla rete e acquisire monete tramite internet da un server apposito (pool mining). Il mining su Litecoin con una CPU o con una scheda video è circa 1000 volte più lento di quello di Bitcoin a parità di CPU e scheda video.
Grazie all'utilizzo degli scrypt da parte di Litecoin, i dispositivi FPGA e ASIC realizzati per il mining su Litecoin sono molto più complicati e costosi da creare e programmare rispetto a quelli necessari contro Bitcoin (che usa SHA-256).

## Transazioni
Su Litecoin le transazioni, i saldi e le emissioni attraverso scrypt e il protocollo di proof-of-work sono operazioni gestite da una rete peer-to-peer simile a Bitcoin. Il tasso di emissione forma una serie geometrica e dimezza ogni 840.000 blocchi, circa ogni quattro anni, raggiungendo un totale complessivo di 84 milioni di LTC.
Le monete Litecoin sono attualmente scambiabili con le monete legali e altre criptovalute, principalmente nei cambiamonete online.

### Velocità di transazione
La complessità computazionale di Litecoin viene scelta in modo tale che, in media, un blocco viene generato in 2,5 minuti, ossia 4 volte più velocemente di Bitcoin, il che
consente una conferma più rapida delle transazioni. La velocità delle transazioni è migliorata notevolmente da quando SegWit è stato attivato sulla rete lightcoin. Una transazione è generalmente considerata completata dopo 6 blocchi, o 15 minuti.

## Indirizzi
I pagamenti online con le monete Litecoin sono fatti per indirizzi, basati su firme digitali. Gli indirizzi sono stringhe di 33 numeri e lettere che iniziano sempre con la lettera L.

### Conferme
Le operazioni effettuate con i Litecoin sono registrate nel Litecoin blockchain (un registro tenuto dalla maggior parte dei clienti). Un nuovo blocco viene aggiunto al registro circa ogni 2,5 minuti. Una transazione viene solitamente considerata completa dopo sei blocchi, o 15 minuti, anche se per le operazioni più piccole possono essere necessari meno di sei blocchi per garantire una sicurezza adeguata.

## Portafogli
Il portafogli più comune oggi disponibile è Litecoin-Qt per Linux, Windows e MacOS. Litecoin-Qt è un portafoglio online basato sul modello Bitcoin.
Il 19 gennaio 2014 è stato distribuito il portafoglio Litecoin Android. Questa versione ha sostituito il vecchio client Android che conteneva gravi problemi di sicurezza.

## Bug noti
Oltre ai normali indirizzi a firma singola, sulla rete Bitcoin ci sono anche gli indirizzi multisig (multi-firma), questi indirizzi iniziano con il numero 3, ad esempio: 356q52joK2Kgykv6z2FxSn4nEuGSx6wxDG. Quando è stato creato il Litecoin, prendendo lo stesso codice sorgente di Bitcoin, gli sviluppatori hanno cambiato la lettera iniziale dell'indirizzo standard a firma singola, mettendo la L, ma non per gli indirizzi multisig, dove non sono state fatte modifiche, con il risultato che il codice sorgente è lo stesso di Bitcoin.
Anche gli indirizzi multisig di Litecoin iniziano quindi con un 3.
Questo può causare diversi problemi per gli utenti meno esperti e generare confusione perché ci si potrebbe trovare nella condizione di non avere la certezza di invio ad un portafoglio Litecoin o Bitcoin. Capita spesso che alcuni utenti inviino i loro Litecoin ad indirizzi di Bitcoin che iniziano con 3 e vengano comunque interpretati dai demoni o dai client Litecoin. In questo caso i Litecoin sarebbero irrimediabilmente persi, essendo questi indirizzi Bitcoin che nella rete Litecoin non esistono, o meglio sono compatibili ma non esiste la chiave privata che possa riceverli o spenderli.